# Systenus sachalinensis
Systenus sachalinensis är en tvåvingeart som beskrevs av Negrobov och Igor Shamshev 1985. Systenus sachalinensis ingår i släktet Systenus och familjen styltflugor. Inga underarter finns listade i Catalogue of Life.